# 담양 소산정
담양 소산정은 대한민국 전라남도 담양군 고서면 분향리에 있다. 2004년 1월 6일 담양군의 향토문화유산 제6호로 지정되었다.

## 개요
전라남도 담양군 고서면 분향리 용담대(龍潭臺) 위에 세워진 정자로, 2004년 1월 6일 담양군향토유형문화유산 제6호로 지정되었다. 환학 조여심(曺汝諶)이 임진왜란 때의 의병장 제봉 고경명(高敬命 1533~1592) 등과 더불어 용담대에서 소요하던 것을 기리기 위하여 조여심의 후손인 동호당 조은환(曺殷煥)이 1927년 건립하였다. 정면 3칸·측면 3칸 규모의 팔작지붕집으로, 전면과 후면에 툇마루를 설치하였다.